# Poststadion
Il Poststadion è uno stadio di Berlino. È il terreno di casa della squadra calcistica Berliner AK 07 e - dal 2017 - dei  Berlin Adler di football americano. Ha una capacità di 10.000 spettatori.

## Storia
Lo stadio venne costruito tra il 1926 e il 1929 per la Post SV Berlin sull'area dove si trovava un campo di esercitazione della Garde-Ulanen-Regiment, non lontano dalla stazione di Berlino-Lehrte. La struttura originaria aveva una capienza di 35.000 spettatori ed era circondata da vari impianti sportivi, tra cui 10 campi da tennis, uno stadio per il tennis, 4 campi da calcio e una vasca polivalente per il nuoto e il canottaggio. L'inaugurazione ebbe luogo il 28 e il 29 maggio 1929.
Durante la Seconda Guerra mondiale parti dello stadio furono distrutte e vennero ricostruite solamente a partire dal 1945.
Il complesso è attualmente sotto l'amministrazione del quartiere Tiergarten e comprende principalmente due campi da calcio regolari in erba, tre campi regolari in sintetico, un campo ridotto in sintetico, due piste di atletica, una palestra, una vasca per il canottaggio e una pista da pattinaggio. Nel 2003 sono cominciati i lavori di risanamento, svolti con l'aiuto di giovani disoccupati.
Il primo lotto di lavori è terminato nel 2008.
Negli anni '20 e '30 del '900 andarono in scena al Poststadion molte partite di importanza nazionale. Nel 1934 si disputò la finale del campionato tra lo Schalke 04 e il Norimberga, che si concluse con la vittoria dello Schalke 04 per 2-1 davanti a 45.000 spettatori. Nel 1936 fu la volta del Norimberga a diventare campione di Germania, battendo in finale il Fortuna Düsseldorf.
Dopo la costruzione dell'Olympiastadion per i Giochi Olimpici del 1936 il Poststadion perse il suo ruolo di impianto più importante della città. Tutte le finali del campionato dal 1937 al 1944 si giocarono all'Olympiastadion, così come sei delle dieci finali tra il 1950 e il 1960. Nel 1943 si disputò al Poststadion solamente la finale per il terzo posto.
La nazionale tedesca giocò vari incontri al Poststadion, tra cui si ricorda un pareggio per 3-3 contro l'Inghilterra, davanti a 50.000 spettatori.
Il Poststadion è stato teatro delle partite dell'Hertha Berlino durante alcune partite del campionato di seconda divisione.
Il 7 luglio 1937 lo stadio si trasformò in ring, per ospitare l'incontro di boxe tra Max Schmeling e Paolino Uzcudun.